# Lethrus aktavicus
Lethrus aktavicus är en skalbaggsart som beskrevs av Nikolajev 2003. Lethrus aktavicus ingår i släktet Lethrus och familjen tordyvlar. Inga underarter finns listade i Catalogue of Life.